# Nou Centredreta
El Nou centredreta (en italià: Nuovo Centrodestra, NCD) va ser un partit polític italià de centredreta. El seu líder era Angelino Alfano, antic protegit de Silvio Berlusconi i secretari nacional del Poble de la Llibertat (PdL) de 2011 a 2013.
El partit va ser format per una escissió del PdL el 15 de novembre de 2013. Els seus fundadors eren ferms partidaris del govern d'Enrico Letta i es van negar a unir-se al nou Força Itàlia (FI), fundat l'endemà de la dissolució del PdL. Tots els cinc ministres del PdL, tres subsecretaris, 30 senadors i 27 diputats van unir-se immediatament al NCD. La majoria eren demòcratacristians i molts venien de les regions del sud de Calàbria i Sicília.
A més d'Alfano (viceprimer ministre i ministre de l'Interior), entre els membres més destacats hi ha Maurizio Lupi (Ministre d'Infraestructures i Transports), Nunzia De Girolamo (Ministra d'Agricultura), Beatrice Lorenzin (Ministra de Salut), Gaetano Quagliariello (Ministre de Reformes Constitucionals), Giuseppe Scopelliti (President de Calàbria), Roberto Formigoni (expresident de Llombardia), Renato Schifani (expresident del Senat i líder del grup del PdL fins a novembre de 2013), Fabrizio Cicchitto (exdirigent del PdL a la Cambra de 2008 a 2013) i Carlo Giovanardi (exministre de la UDC).

## Resultats electorals

### Parlament Europeu
| Any  | Líder           | Vots             | %                | Escons | +/– |
| ---- | --------------- | ---------------- | ---------------- | ------ | --- |
| 2014 | Angelino Alfano | Coalició NCD-UdC | Coalició NCD-UdC | 2 / 73 | Nou |